# BBC Trust
Le BBC Trust est l'organe de décision de la British Broadcasting Corporation (BBC) entre 2007 et 2017. Il était indépendant des organes de management et opérationnels, et visait à agir dans l'intérêt des téléspectateurs s'acquittant de la redevance audiovisuelle (Licence TV). 

## Historique
Le Trust est créé par une charte royale le 1er janvier 2007, et se substitue alors au conseil des gouverneurs (Board of Governors).
Fin 2012, la BBC Trust est ébranlée lorsque la presse révèle que la BBC a refusé de diffuser un documentaire sur le présentateur pédophile Jimmy Savile.
En 2014, lorsque la BBC lance son service de licences à l'international, la BBC Trust en est le principal organe de gestion.
Le rapport Clementi de 2016 recommande de transférer la gouvernance de la BBC à la Ofcom et de démanteler le BBC Trust,. Le BBC Trust est remplacé le 2 avril 2017 par le conseil de surveillance (Board of the BBC) lors de l'entrée en vigueur de la nouvelle charte royale.

## Membres
Le BBC Trust est perçu comme une référence dans le domaine de l'audiovisuel public car aucun de ses membres n'est un parlementaire en exercice. La sélection des membres, émanant des milieux professionnels de l'audiovisuel, par la Reine, vise à marquer leur indépendance à l'égard des responsables des grands partis de gouvernement. 

## Fonctions
D'après la charte royale, le rôle principal du BBC Trust est de superviser la stratégie de direction de la BBC, et d'exercer une surveillance du travail du conseil exécutif (Executive Board), le tout dans l'intérêt du public.

## Présidents
| Période                       | Nom                       |
| ----------------------------- | ------------------------- |
| 1er janvier - 30 avril 2007   | Chitra Bharucha (intérim) |
| 1er mai 2007 - 1er mai 2011   | Michael Lyons             |
| 1er mai 2011 - 6 mai 2014     | Chris Patten              |
| 6 mai 2014 - 8 octobre 2014   | Diane Coyle (intérim)     |
| 9 octobre 2014 - 2 avril 2017 | Rona Fairhead             |